# 澳洲角星珊瑚
澳洲角星珊瑚（学名：Goniastrea australiensis）为菊珊瑚科角星珊瑚屬下的一个种。种加名 australiensis 意为“澳大利亚的”。